# The Beast with a Million Eyes
Pour plus de détails, voir Fiche technique et Distribution.
The Beast with a Million Eyes est un film américain de David Kramarsky et Roger Corman, sorti en 1955.

## Fiche technique
- Titre français : The Beast with a Million Eyes
- Réalisation : David Kramarsky et Roger Corman
- Scénario : Tom Filer
- Musique : John Bickford
- Pays d'origine : États-Unis
- Genre : horreur
- Date de sortie : 1955

## Distribution
- Paul Birch : Allan Kelley
- Lorna Thayer : Carol Kelley
- Dona Cole : Sandra Kelley
- Dick Sargent : Député Larry Brewster
- Chester Conklin : Ben Webber